# Provincia Malanje
Malanje este o provincie în Angola.

## Municipalități
- Massango
- Marimba
- Cunda-dia-Baza
- Caombo
- Calandula
- Cacuzo
- Cuaba Nzogo
- Mucari
- Quela
- Cambundi-Catembo
- Quirima Cangandala
- Luquembo